# Corran Hocking
Corran Hocking (* 29. Juli 1980) ist ein ehemaliger australischer Gewichtheber.
Er war 1999 und 2004 Australischer Meister in der Klasse über 105 kg.  Er gewann die Bronzemedaille bei den Ozeanmeisterschaften 2000 und nahm 2001 an den Südostasienspielen teil. Bei den Commonwealth Games 2002 gewann er Bronze im Zweikampf und Silber im Stoßen. 2003 belegte er bei den Weltmeisterschaften Platz 21. Bei den Ozeanmeisterschaften 2004 gewann er Silber. 2005 wurde Hocking positiv auf BZP getestet und wegen Dopings für zwei Jahre gesperrt. Nach seiner Sperre belegte er bei den Weltmeisterschaften 2009 den 16. Platz. 2010 gewann er bei den Ozeanmeisterschaften Bronze.